# Květa Eretová
Květa Eretová (Praga, 21 de outubro de 1926 - 8 de janeiro de 2021) foi uma jogadora de xadrez da tcheca, com diversas participações nas Olimpíadas de xadrez. 

## Biografia
Nascida em Praga, Květa tinha 30 anos quando a Segunda Guerra Mundial tinha acabado. Após o fim da segunda grande Guerra, trabalho com desenho técnico e após isso foi encarregada pelo Ministro da Indústria, da então República Tcheca, então República Socialista da Tchecoslováquia, começou a treinar xadrez para reafirmar o 'compromisso socialista' e tornar-se uma grande praticante internacional do esporte.
Květa participou das edições de 1957 a  1974 tendo conquistado três medalhas. Na edição de 1957 conquistou a medalha de prata no segundo tabuleiro e a na edição de 1969 a medalha de bronze individual e por equipes no segundo tabuleiro.
Květa venceu o Campeonato da República Tcheca de xadrez por dez vezes (1955, 1960, 1961, 1962, 1963, 1964, 1966, 1975, 1976, 1986), dez vezes prata e três vezes bronze.

## Morte
Morreu aos 94 anos, em 8 de janeiro de 2021.